# Gabriel Hagert
Gabriel Hagert, född 1706, död 23 maj 1774 i Borgå, var en svensk (finländsk) ämbetsman och politiker. 
Efter en karriär som domare blev Hagert 1741 borgmästare i Borgå och deltog därefter som representant för borgarståndet i alla frihetstidens ståndsriksdagar utom 1765–1766. Han var en av förgrundsgestalterna inom hattpartiet, bland annat fyra gånger medlem av sekreta utskottet. Han skaffade sin stad betydande fördelar.